# غيري دوران
غيري دوران (بالإنجليزية: Geri Doran)‏ هي كاتِبة وشاعرة أمريكية، ولدت في 1966 في مونتانا في الولايات المتحدة.